# Стронг, Джеймс
Дже́ймс Стронг (англ. James Strong; 14 августа 1822 — 7 августа 1894) — американский методист, библейский учёный и педагог, а также создатель Конкорданции Стронга.

## Биография
Стронг родился в Нью-Йорке и градуирован в 1844 как выпускник Уэслианского университета. Впоследствии он был мэром своего родного города на Лонг-Айленде. Позднее, поселившись в Флашинге штата Нью-Йорк, он проводил библейские исследования, занимал различные посты местного значения, а также был организатором, инициатором, и был президентом железной дороги Flushing. В 1856 году Уэслианский университет присвоил ему степень Доктора богословия. С 1858 до 1861 года, Стронг был и исполняющим обязанности президента и профессором Библейской литературы в университете города Трой штата Нью-Йорк. В 1868 году он стал профессором экзегетического богословия в Богословской семинарии Дрю, где он оставался в течение двадцати семи лет. В 1881 году университет Уэсли наградил Стронга степенью Доктора наук (Доктор юридических наук). Он умер в Роунд Лайк, штата Нью-Йорк в 1894 году.

## Конкорданция
Его наиболее известная работа Исчерпывающая конкорданция Библии, составленная Стронгом, впервые опубликована в 1890 году, однако новые издания ещё продолжают печатать. Многочисленные адаптации (например, Сильная исчерпывающая конкорданция Библии составленная Стронгом: 21 Издание века) также доступны.
Для конкорданции Стронг пронумеровал каждый корень еврейского или греческого слова, который был найден, для удобства пользования. Эта система нумерации (8674 еврейских корня и 5523 греческих корня) в настоящее время широко используется в русскоговорящем мире, а также широко доступна на сайте, где она используется в сочетании с Конкорданцией англичан Вайгрэма и Лексиконом Тэера.

## Другие работы
Ещё одним важным вкладом была магистральная «Энциклопедия библейской, богословской и духовной литературы» (10-й том, 1867—1881; дополнение, 2-й том, 1885—1887). Работа над этим проектом началась в 1853 году. Стронг играл вторую скрипку с д-ром Джоном МакКлинток. Они сделали предварительно несколько томов. Однако со смертью доктора МакКлинток в 1870 году, Стронг стал единственным ответственным за проект, чтобы сделать его полноценным.
Помимо прочего, вот некоторые из его небольших работ: «Новая симфония и изложение Евангелия» (1852), «История Писания очерчена из библейских записей и других доступных источников» (1878) и «Скиния Израиля в пустыне» (1888).